# Epidendrum montserratense
Espèce
Statut de conservation UICN

 CR B1ab(iii,v) : 
En danger critique
Epidendrum montserratense est une espèce de plantes à fleurs de la famille des Orchidaceae.

## Distribution
Cette espèce est endémique de l'ile de Montserrat.

## Description
C'est une orchidée épiphyte.

## Publication originale
- Nir, 2000 : Orchidaceae Antillanae. DAG Media Science, p. 1-454.